# Ardisia huallagae
Ardisia huallagae Mez – gatunek roślin z rodziny pierwiosnkowatych (Primulaceae). Występuje naturalnie w Kolumbii, Ekwadorze oraz Peru. 

## Morfologia
PokrójZimozielony krzew dorastający do 2–8 m wysokości.
LiścieBlaszka liściowa ma lancetowaty kształt. Mierzy 7 cm długości oraz 2,3 cm szerokości, jest całobrzega, ma klinową nasadę i spiczasty wierzchołek. Ogonek liściowy jest nagi.
KwiatyZebrane w wiechach wyrastających z kątów pędów. Mają 4 działki kielicha o owalnym kształcie i dorastające do 1 mm długości. Płatki są 4, owalne i mają białą barwę oraz 3 mm długości.